# Північ АТО
«Північ АТО» — документальний фільм режисера Дмитра Пальченка про події у північному регіоні Донецької області під час проведення антитерористичної операції наприкінці 2014 та початку 2015 років. Фільм став учасником I Канівського міжнародного фестивалю сучасного кіно, учасником Фестивалю вуличного кіно у місті Коростень у 2021 році. 

## Сюжет
Фільм «Північ АТО» змальовує події, людей та міста північного регіону зони проведення антитерористичної операції. У фільмі демонструються передові позиції українських військ, записані думки солдат та офіцерів, які несуть службу у зоні АТО. Глядач має можливість побачити у фільмі побут вояків, умови життя та почути їхню точку зору  на перебіг антитерористичної операції на Сході України наприкінці 2014 та початку 2015 років. Основні локації для зйомок — бойові позиції українських військ на північній ділянці зони проведення АТО (позиції в Кримському, 29 блокпост, район ДАПу, а саме позиція «Мурашник», с. Піски, с. Водяне). Також у фокус режисера потрапило місцеве населення, яке залишилось без житла після руйнувань їхніх домівок під час бойових дій. Фільм «Північ АТО» зроблений і для англомовної аудиторії, завдання цієї стрічки донести західному глядачу те, що насправді відбувається на Сході нашої держави, привернути увагу людей світу до подій на Донеччині та Луганщині. У сюжеті фільму відсутні сцени насилля, жорстокості та ненормативна лексика.

## Знімальна група
Режисером, оператором та режисером монтажу фільму виступив Дмитро Пальченко.
Фільм був презентований на I Канівському міжнародному фестивалі сучасного кіно. Завдяки відділам освіти показ фільму був організований у навчальних закладах Краматорська, Слов'янська, Бахмута, Святогірська, Миколаївки, Рівного, Дніпра, а також міст Житомирської області.